# Leland Stanford
Leland Stanford (Watervliet, 1824. március 9. – Palo Alto, 1893. június 21.) amerikai vasúti iparmágnás, az Amerikai Egyesült Államok szenátora (Kalifornia, 1885–1893).
A Republikánus Párt tagjaként 1862 és 1863 között Kalifornia 8. kormányzója volt, 1885-től 1893-ban bekövetkezett haláláig pedig az Egyesült Államok szenátusában képviselte Kaliforniát. Ő és felesége, Jane voltak a Stanford Egyetem alapítói is, amelyet néhai fiukról neveztek el.. Politikai karrierjét megelőzően Stanford sikeres kereskedő és nagykereskedő volt, aki üzleti birodalmat épített ki, miután az aranyláz idején Kaliforniába vándorolt. A Central Pacific Railroad, majd később a Southern Pacific Railroad elnökeként 1885 és 1890 között óriási hatalommal rendelkezett a régióban, és maradandó hatással volt Kaliforniára. Stanfordot széles körben rablóbáróként tartják számon.

## Vállalkozások
1852-ben, miután jogi könyvtárát és egyéb tulajdonát tűzvészben elvesztette, Stanford követte öt testvérét Kaliforniába a kaliforniai aranyláz idején. Felesége, Jane ideiglenesen visszatért Albanyba a családjához. Fivéreivel együtt üzletet kötött, és a kaliforniai Michigan Cityben (később a Placer megyei Michigan Bluffra változott a neve) egy bányászok számára fenntartott vegyesbolt tulajdonosa lett; később nagykereskedése volt. Békebíróként szolgált, és segített megszervezni a Sacramentói Könyvtári Egyesületet, amelyből később a Sacramentói Közkönyvtár lett. 1855-ben visszatért Albanyba, hogy csatlakozzon feleségéhez, de a keleti élet tempóját túl lassúnak találta a Kalifornia fejlesztésének izgalmai után.

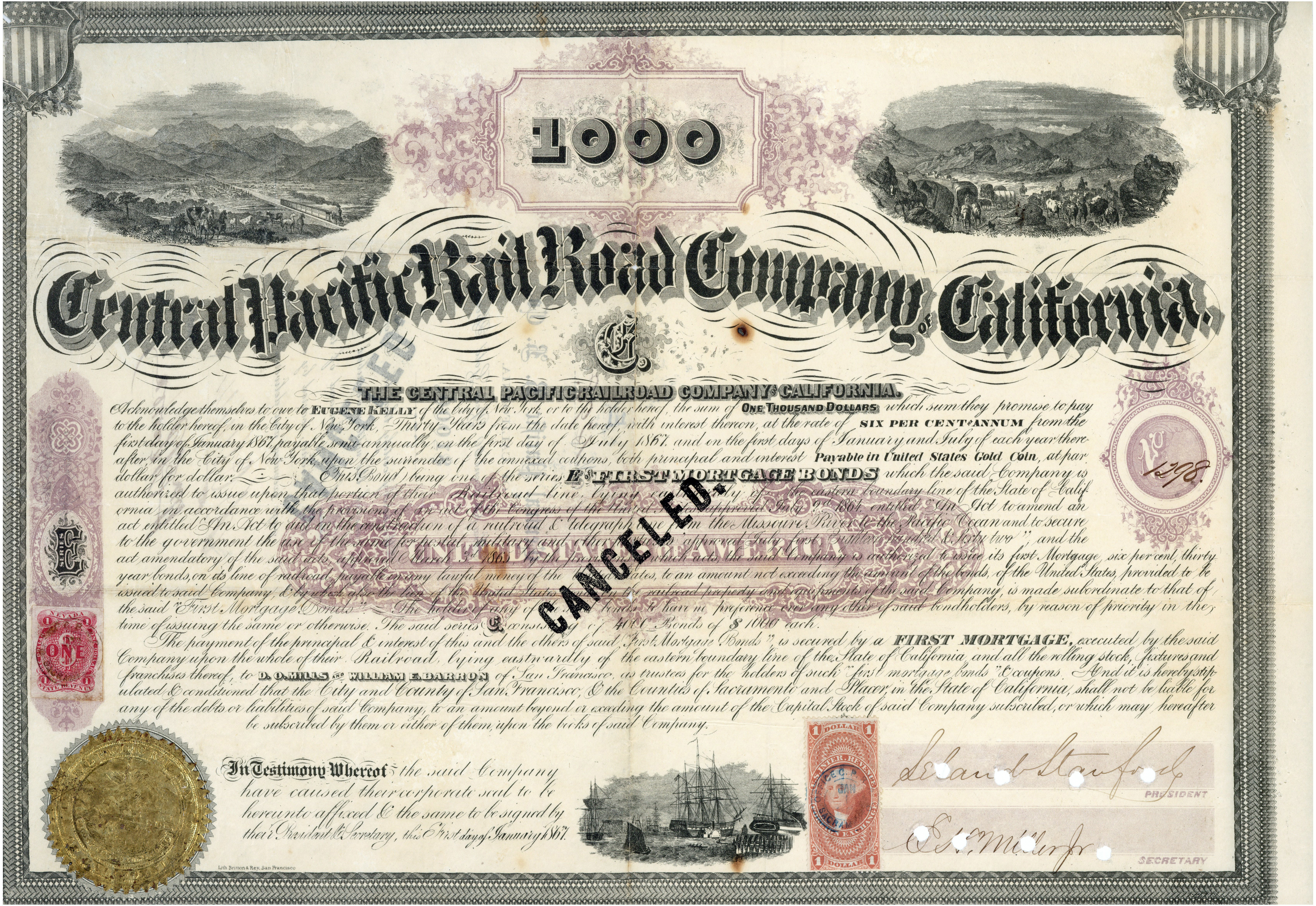
A Central Pacific Railroad első 1000 dolláros jelzáloglevele, amelyet 1867. január 1-jén bocsátottak ki az első transzkontinentális vasútvonal építésének finanszírozására, a tőke és a kamat New York-i aranyban fizetendő, az eredeti példányt Leland Stanford írta alá, mint a vasúttársaság elnöke.

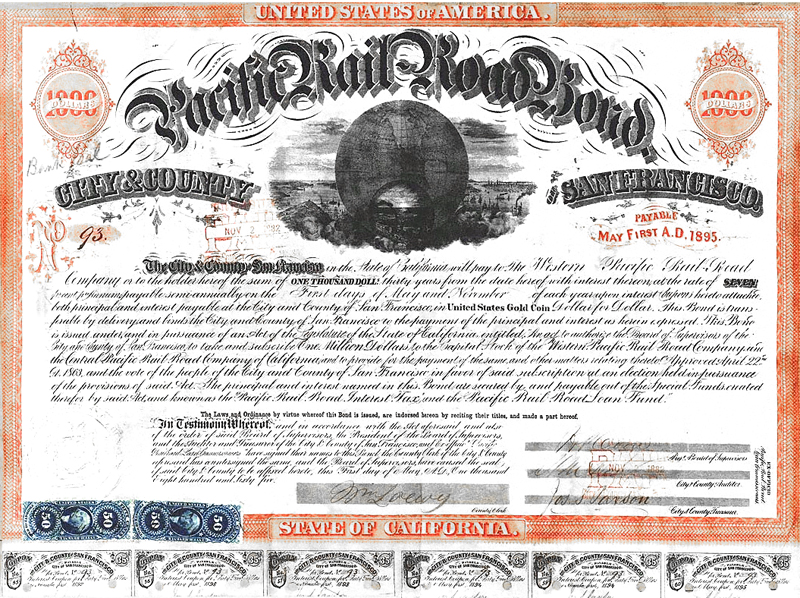
Pacific Railroad Bond, San Francisco város és megye, 1865.

1856-ban Jane-nel Sacramentóba költözött, ahol nagyban kereskedett. Egyike volt annak a négy kereskedőnek, akiket a köznyelvben "A nagy négyes" (vagy egymás között "a társak") néven ismertek, és akik Theodore Dehone Judah főmérnöknek a Central Pacific Railroad tervében kulcsfontosságú befektetők voltak. Ők öten 1861. június 28-án alapították meg a vállalatot, és Stanfordot választották elnökévé. A másik három társult tag Charles Crocker, Mark Hopkins és Collis P. Huntington volt.

## Élete
16 éves korában tífuszban elhunyt egyetlen fiának, Leland Stanford, Jr.-nak az emlékére hozta létre a gyermeke nevét viselő intézményt, a Stanford Egyetemet 1885-ben.